# 我為人人，人人為我

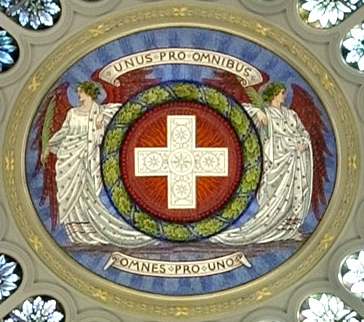
瑞士聯邦議會穹頂大廳中央的座右銘。(圓頂全貌)

拉丁文格言「Unus pro omnibus, omnes pro uno」（英語：One for all, all for one），中文譯為「我為人人，人人為我。」最初源自十七世紀初的波希米亞新教徒起義，後來也成為瑞士聯邦的傳統國家建國格言。
在大仲馬的小說三劍客中，「人人為我，我為人人」（tous pour un, un pour tous）為火槍手們所奉行的座右銘。

## 源起
關於這句話最早的紀錄，出現在1618年導致第二次布拉格拋窗事件（defenestrations of Prague）的波希米亞新、舊教領導人會議。該次會議中，一位新教徒的代表堅定地宣讀了一封信件：
|  | 由於他們必定繼續迫害我們，我們彼此之間達成一致的協議，即，不論失去生命或肢體、榮譽或財產，我們都堅定站立，「我為人人，人人為我」... 我們之中沒有人會屈從，而是竭盡全力地相互幫助和保護，對抗一切困難。 |

## 瑞士的國家格言
瑞士在憲法或法律文件中沒有定義正式的官方格言，但傳統上以這句格言作為國家建立的格言。它在瑞士四種官方語言分別如下:
- 德語：
- 法語：
- 義大利語：
- 羅曼什語：

在19世紀，這句格言一直被廣泛使用。1847年，瑞士邦聯成立20年後，各州之間發生了首次內戰，報紙廣告使用這句格言在全國各地為國家募款 。1868年9月至10月歐洲的秋季風暴，造成了阿爾卑斯山嚴重的水患，瑞士官方使用這個格言發起了援助活動。 這句格言也越來越常被認為與瑞士建國有關，1902年興建的瑞士聯邦議會聯邦宮，圓頂中央所寫的就是「Unus pro omnibus, omnes pro uno」。　
現今瑞士許多政治家也承認它作為國家的格言。

## 三劍客
「人人為我，我為人人」（tous pour un, un pour tous）是1844年大仲馬出版的小說三劍客當中著名的格言。小說中，這是一群法國火槍手（阿多斯、波尔多斯、阿拉密斯和達太安）的座右銘，他們堅實地守護彼此的忠誠。
2002年11月30日，原葬在埃納省維萊科特雷的大仲馬改葬至法國先賢祠。遊行和典禮中，由6名法國共和國衛隊扶靈，棺木以藍色天鵝絨覆蓋，上面繡著此句座右銘。